# Madiki (Aruba)
Madiki – miejscowość (plaats) w strefie Madiki/Rancho, w regionie Oranjestad-West w północno-zachodniej części kraju autonomicznego Aruba, należącego do Holandii, w Ameryce Południowej. 